# 圣让德蒂里尼厄
圣让德蒂里尼厄（法語：Saint-Jean-de-Thurigneux，法語發音：[sɛ̃ ʒɑ̃ də tyʁiɲø]）是法国安省的一个市镇，属于布雷斯地区布尔格区。

## 地理
圣让德蒂里尼厄（45°57'8"N, 4°52'56"E）面积16 平方千米，位于法国奥弗涅-罗讷-阿尔卑斯大区安省，该省份为法国东部省份，北起汝拉省，西北接索恩-卢瓦尔省，西接罗讷省和里昂大都会，南至伊泽尔省，东与萨瓦省、上萨瓦省和瑞士接壤。
与圣让德蒂里尼厄接壤的市镇（或旧市镇、城区）包括：栋布地区昂贝略、锡夫里约、蒙蒂约、朗塞、雷里约。

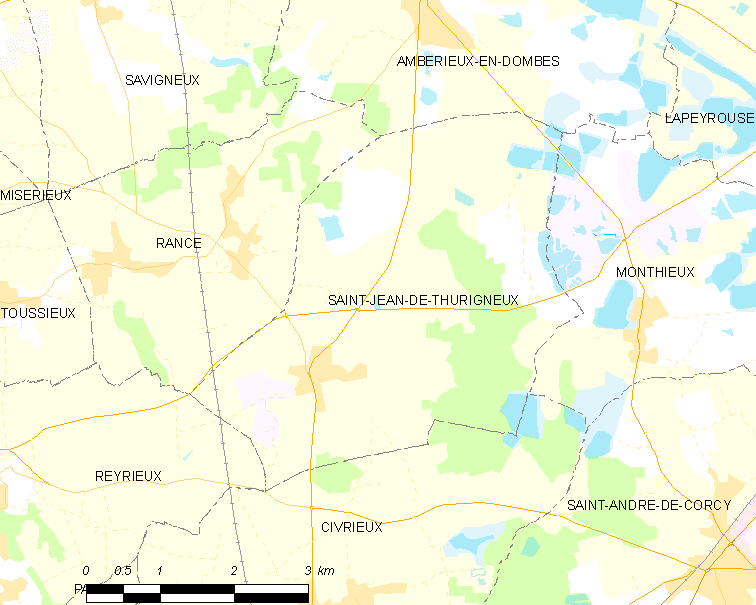
圣让德蒂里尼厄的OSM定位图

圣让德蒂里尼厄的时区为UTC+01:00、UTC+02:00（夏令时）。

## 行政
圣让德蒂里尼厄的邮政编码为01390，INSEE市镇编码为01362。

## 政治
圣让德蒂里尼厄所属的省级选区为维拉尔莱栋布县。

## 人口

1962-2008年间圣让德蒂里尼厄人口变化图示

圣让德蒂里尼厄于2022年1月1日时的人口数量为850人。